# Asactopholis sericea
Asactopholis sericea är en skalbaggsart som beskrevs av Moser 1913. Asactopholis sericea ingår i släktet Asactopholis och familjen Melolonthidae. Inga underarter finns listade.